# (11494) Hibiki
(11494) Hibiki est un astéroïde de la ceinture principale.

## Description
(11494) Hibiki est un astéroïde de la ceinture principale. Il fut découvert le 2 novembre 1988 à Kitami par Masayuki Yanai et Kazuro Watanabe. Il présente une orbite caractérisée par un demi-grand axe de 2,44 UA, une excentricité de 0,17 et une inclinaison de 7,1° par rapport à l'écliptique.

## Compléments